# Katastrofa lotu Mexicana 940
Katastrofa lotu Mexicana 940 – katastrofa lotnicza, do której doszło 31 marca 1986 roku w górach Sierra Madre Occidental w stanie Michoacán w Meksyku. Podczas lotu z Meksyku do Puerto Vallarta doszło do pożaru, który zniszczył samolot i doprowadził do katastrofy. W Boeingu znajdowało się 159 pasażerów i 8 członków załogi – wszyscy zginęli. Pod względem liczby ofiar była to największa katastrofa lotnicza w historii Meksyku oraz największa z udziałem samolotu Boeing 727.

## Samolot
Samolotem, który uległ katastrofie, był 6-letni Boeing 727-264 Adv należący do narodowego przewoźnika lotniczego Meksyku – Mexicana. Do Meksyku trafił w 1982 roku i posiadał numery rejestracyjne XA-MEM.

## Przebieg lotu
Lot Mexicana 940 leciał na trasie Meksyk – Puerto Vallarta – Mazatlan – Los Angeles. W tym dniu, realizującym rejs Boeingiem 727 dowodził kapitan Carlos Guadarrama z ponad 15 000 godzin nalotu (jego dzieci również znajdowały się na liście pasażerów). Samolot wystartował z lotniska im. Benita Juáreza o godz. 8:50. Wznoszenie przebiegało całkowicie rutynowo i nic nie wskazywało na problemy. 15 minut po starcie maszyną wstrząsnęła głośna eksplozja. W samolocie czuć było swąd dymu. Piloci zarządzili natychmiastowy powrót na lotnisko w Meksyku, dało to czas służbom alarmowym lotniska na przygotowanie się do przyjęcia Boeinga. Pożar samolotu uszkodził system hydrauliczny i pneumatyczny, co uniemożliwiło jego sterowanie. Niesterowny samolot z dużą prędkością uderzył w zbocze góry El Carbón zabijając wszystkich znajdujących się na pokładzie. Kilkanaście osób widziało zderzenie samolotu z ziemią, informując straż pożarną. Wkrótce na miejsce katastrofy przybyły policja i wojsko meksykańskie.

## Przyczyny wypadku
Niedługo po katastrofie do zamachu przyznały się dwie organizacje terrorystyczne z Bliskiego Wschodu, które rzekomo podłożyły na pokładzie samolotu bombę, jednak śledczy szybko wyeliminowali tę możliwość jako przyczynę wypadku. Awaria, której skutkiem była utrata samolotu oraz śmierć jego załogi i znajdujących się na pokładzie pasażerów rozpoczęła się w komorze podwoziowej. Problemy zaczęły się już podczas rozbiegu, gdy pękła środkowa opona powodując pożar, przepalił on przewody hydrauliczne znajdujące się pod podłogą i spowodował rozbicie samolotu. Ponadto odkryto, że wszystkie opony w tym samolocie były napełnione sprężonym powietrzem. Opony lotnicze napełniane są azotem, który jest niepalny. Gdy podczas startu pękła opona, felga rozgrzała się do czerwoności, zapalając tym samym resztę podwozia. Winą za wypadek obarczono personel linii Mexicana, który niewłaściwie konserwował maszyny.

## Narodowość pasażerów i załogi
| Kraj              | Pasażerowie | Załoga | Razem |
| ----------------- | ----------- | ------ | ----- |
| Meksyk            | 139         | 8      | 147   |
| Francja           | 8           | –      | 8     |
| Stany Zjednoczone | 6           | –      | 6     |
| Szwecja           | 4           | –      | 4     |
| Kanada            | 2           | –      | 2     |
| Razem             | 159         | 8      | 167   |